# Ditrih II. Valkenburški
Ditrih II. Valkenburški (1221 – Köln, 15. oktober 1268) je bil vitez iz 13. stoletja iz plemiške rodbine Valkenburških-Heinsberških. Med drugim je bil gospod Valkenburški in Monschauski.

## Biografija
Čeprav je Ditrih II. zapisan kot gospod Valkenburški, je med letoma 1226 in 1236 njegova mati Beatrisa iz Kyrberg-Dauna delovala ne le kot varuhinja, ampak kot gospa Valkenburška.
Ditrih je bil razsodnik med Henrikom Gelderskim, izvoljenim lieškim škofom, in brabantskim vojvodo Henrikom II. Podpiral je kölnsko ljudstvo proti nadškofu Konradu Hochstadenskemu. Družina nadškofa Konrada je leta 1257 ujela Hermana Rdečega iz družine Kleingedank. Družina Kleingedank je za nadškofa zahtevala maščevanje. Kölnska kronika omenja, da je neki "Dietrich von Valkenburg je pozval mesto k uporu". Kot »Kapitan« je vodil Kölnčane v Frechen (zahodno od Kölna), kjer je 8. septembra 1257 prišlo do bitke z nadškofovimi četami (Bitka pri Frechenu). Delno po zaslugi Ditrihovega izjemnega poguma in močne strateške razgledanosti so se morale nadškofove čete umakniti hudo poškodovane. Ditrik  II. je bil takrat junak Kölna. 
2. oktobra 1261 je bil Ditrihov brat Engelbert izvoljen za kölnskega nadškofa. Odnosi med nadškofom in kölnskimi meščani bodo pod nadškofom Engelbertom prav tako sovražni kot pod njegovim predhodnikom. Meščani so zato Ditrihu 11. julija 1262 slovesno obljubili, da se bodo izogibali vsakršnim sporom med meščani in nadškofom. Po prvih sporih se je Ditrih zdaj postavil na stran svojega brata. 25. avgusta 1263 je bila dosežena začasna "sprava" z meščani, vendar je ogenj v Kölnu še vedno tlel. 12. junija 1267 je Ditrih na zahtevo regentke Adelajde Brabantske postavil garnizijo v stolp Wijck (Maastricht). Ta stolp je branil, ko sta lieški škof Henrik Gelderski in grof Oton Gelderski leta 1267 napadla Maastricht. Ditrih je hitel na pomoč garnizonu s 300 možmi, vendar je Henrik Gelderski stolp zavzel in porušil, da bi obnovil svoj grad Montfort s kamni Wijckerjevega stolpa. Dirk je regentki Adelajdi Brabantski obljubil, da bo ponovno osvojil Maastricht, a te obljube ni mogel izpolniti, saj je Ditrih konec septembra 1267 odhitel na pomoč svojemu bratu Engelbertu v boju proti kölnskim meščanom, lieškemu škofu, vojvodi Julicha in njihovih zaveznikov. Engelbert Valkenburški je bil 18. oktobra 1267 poražen pri Marienholzu blizu Zülpicha in Viljem Juliški ga je  imel ujetega in tri leta zaprtega v gradu Nideggen v Eifelu. Posredovanje papeškega nuncija avgusta 1268 je bilo brez uspeha. Pod vodstvom rimskega kralja Richarda Cornwallskega je Ditrih leta 1268 napadel Köln ob podpori Walrama IV. Limburškega, Ditriha II. Heinsberškega in Diderika VII. Kleveškega. Mesto so oblegali, vendar ga niso uspeli zavzeti. Zato je Ditrih s skupino vitezov poskušal vstopiti v mesto skozi predor, izkopan pod mestnim obzidjem. Kölnčani so to pravočasno opazili in v boju, ki je sledil 14. oktobra 1268, je bil ubit tudi Ditrih. Kot gospod Valkenburški ga je nasledil njegov sin iz zakona z Berto Limburško Walram "Rdeči".

## Poroka in otroci
Ditrih je bil zaročen z Margareto Wassenberško-Geldersko (ok. 1210 - ok. 1250), ki pa se je na koncu poročila z Viljemom IV. Julichom. Ditrih se je nato poročil z Berto Limburško (ok. 1225 – 20. april 1254), dedinjo Monschaua, hčerko Walrama III. iz Monschaua in Elizabete Barske. Ditrih in Berta sta imela sina in morda dve hčerki:
- Walram Rdeči (1245/1254 - 1302), gospod Valkenburški in Monschauski
- Elizabeta Valkenburška (ok. 1250 - 1280), [2] poročena z Engelbertom I. Markom
- Beatrisa Valkenburška (ok. 1254 ali prej - 1277), [3] se je 16. junija 1269 v Kaiserslauternu poročila z rimskim kraljem Rihardom Cornwallskim

Zdi se, da so ostali Ditrihovi otroci izšli iz njegovega drugega zakona z Adelajdo Loonsko (ok. 1240 - ok. 1275), hčerko Arnolda IV. Loonskega in Johanne Chiny-jske :
- Alajda (Ida) Valkenburška († 11. december 1296), opatinja v Munsterbilzenu
- hči, poročena z Viljemom Hatertskim
- hči, poročena z Arnoldom Steinskim-Elsloojem

Po smrti Ditriha II. se je Adelajda ponovno poročila z Albrehtom Voorneškim.